# Caltagirone Editore
Caltagirone Editore S.p.A. è il quinto gruppo editoriale Italiano. L'azionista di maggioranza è Francesco Gaetano Caltagirone.
È quotata alla Borsa Italiana nell'MTA.

## Storia
Caltagirone Editore è stata costituita nel dicembre del 1999, ed è quotata in borsa dal luglio del 2000.
I giornali Il Messaggero e Il Mattino sono acquistati dal Gruppo Caltagirone nel 1996.
Nel 1998 viene acquistato "Il quotidiano di Lecce, Brindisi e Taranto", che nel 2001 viene ridenominato Nuovo Quotidiano di Puglia.
Nel 2001 nasce il quotidiano gratuito Leggo.
Nel 2004 viene acquistato il Corriere Adriatico.
Nel 2006 viene acquistata la maggioranza de Il Gazzettino.
Nel maggio 2016, dopo 20 anni di partecipazione attiva, il gruppo esce dalla Federazione italiana editori giornali (FIEG) per diversità di vedute in merito al futuro del settore.

## Attività

### Attività editoriali
- Il Messaggero
- Il Gazzettino
- Il Mattino
- Leggo (quotidiano gratuito)
- Corriere Adriatico
- Nuovo Quotidiano di Puglia

### Altre attività
- Piemme S.p.A., raccoglie la pubblicità per il Gruppo e per terzi;
- Caltanet SpA, si occupa dell'area internet del Gruppo;
- S.E.M. Società Editrice Meridionale SpA;
- B2WIN SpA, operativa nell'attività di gestione di call center e servizi informatici avanzati.

## Azionariato
L'azionariato comunicato alla Consob è il seguente:
- Francesco Gaetano Caltagirone: 60,76%;
- Amber Capital: 10,75%;
- Altri azionisti: 28,47%.